# Unsernherrn
Unsernherrn is een voormalige gemeente en plaats in de Duitse gemeente Ingolstadt, deelstaat Beieren, en telt 2170 inwoners (2006).